# Groupe de NGC 3313
Le groupe de NGC 3313 comprend au moins huit galaxies situées dans la constellation de l'Hydre. La distance moyenne entre ce groupe et la Voie lactée est d'environ 60,0 Mpc (∼196 millions d'al).
Le groupe de NGC 3313 fait partie de l'amas de l'Hydre (Abell 1060). L'amas de l'Hydre est l'amas dominant du superamas de l'Hydre-Centaure.

## Membres
Le tableau ci-dessous liste les huit galaxies du groupe indiquées dans l'article de A.M. Garcia paru en 1993.
| Nom        | Class.     | Type                  | α (J2000.0)   | δ (J2000.0)  | Vitesse radiale (km/s) | m            | Distance (Mpc) | Diamètre (kal) |
| ---------- | ---------- | --------------------- | ------------- | ------------ | ---------------------- | ------------ | -------------- | -------------- |
| IC 2589    | Sb         | Spirale               | 10h 32m 20.8s | -24° 02′ 15″ | 3681 ± 16              | 13,4         | 59,5 ± 4,2     | 27             |
| IC 2594    | SA0^-      | Lenticulaire          | 10h 36m 04.2s | -24° 19′ 23″ | 3547 ± 30              | 12,4         | 57,5 ± 4,1     | 193            |
| NGC 3308   | SAB0^-(s)? | Lenticulaire          | 10h 36m 22.2s | -27° 26′ 17″ | 3554 ± 3               | 12,0         | 57,5 ± 4,0     | 149            |
| NGC 3313   | SB(r)b     | Spirale barrée        | 10h 37m 25.4s | -25° 19′ 10″ | 3706 ± 2               | 11,4         | 59,8 ± 4,2     | 195            |
| NGC 3331   | SB(s)c?    | Spirale barrée        | 10h 40m 08.9s | -23° 49′ 13″ | 3632 ± 7               | 13,2         | 58,8 ± 4,1     | 82             |
| NGC 3335   | SAB0^+(r)? | Lenticulaire          | 10h 39m 34.0s | -23° 55′ 22″ | 3882 ± 25              | 13,1         | 62,4 ± 4,4     | 51             |
| ESO 501-1  | SAB(s)d    | Spirale intermédiaire | 10h 29m 37.1s | -24° 06′ 45″ | 3804 ± 2               | 12,30 ± 0,05 | 61,3 ± 4,3     | 95             |
| ESO 501-62 | Sbc        | Spirale               | 10h 38m 10.0s | -25° 06′ 21″ | 3947 ± 8               | 14,16 ± 0,09 | 63,4 ± 4,5     | 66             |

Le site DeepskyLog permet de trouver aisément les constellations des galaxies mentionnées dans ce tableau ou si elles ne s'y trouvent pas, l'outil du site constellation permet de le faire à l'aide des coordonnées de la galaxie. Sauf indication contraire, les données proviennent du site NASA/IPAC.